# Eric Bledsoe
Eric Bledsoe (Birmingham, Alabama, SAD, 9. prosinca 1989.) je američki košarkaš koji trenutno nastupa za NBA momčad Milwaukee Bucks. Na NBA Draftu održanom 2010. ga je kao 18. pick draftirala Oklahoma City Thunder dok je tradean u LA Clipperse. Tijekom igranja u srednjoj školi bio je nagrađen kao jedan od najboljih razigravača u zemlji.

## Karijera

### Sveučilišna karijera
Bledsoe je odigrao jednu sezonu za sveučilište University of Kentucky uz prosjek od 11,3 poena po utakmici. Iako je igračeva primarna pozicija razigravač, većinu utakmica je odigrao kao šuter.

### Profesionalna karijera
7. travnja 2010. Eric Bledsoe je najavio da neće odigrati preostale tri sveučilišne sezone nego će se prijaviti na NBA Draft 2010. Bio je cijenjen zbog brzine, sposobnosti vođenja lopte te sposobnosti da može daleko baciti loptu.
Na samome draftu, igrača je kao 18. pick odabrala Oklahoma City Thunder ali je tradean otišao u Los Angeles Clippers. Trenutno igra u Pheonix Sunsima.

## Kontroverze
U rujnu 2010. je izvješteno da Bledsoe na temelju srednjoškolskih transkripata možda nije imao pravo igrati za University of Kentucky. Sustav javnih škola u Alabami je angažirao nezavisne odvjetnike iz odvjetničkog ureda White Arnold & Dow kako bi se istražile tvrdnje da su ocjene Erica Bledsoea nepropisno mijenjane. Bila je riječ o predmetu iz algebre gdje mu je ocjena iz 3 (C) promijenjena u 5 (A). Time je igrač ostvario dovoljan prosjek kako bi mogao igrati NCAA prventvo. U konačnici je cijeli slučaj zatvoren.

## NBA statistika

### Regularni dio
| Godina    | Klub        | Odig. uta. | Uta. poč. | Min. | 2P%  | 3P%  | Sl. bac.% | Skok. | Asist. | Ukr. lop. | Blok. | Koševa |
| --------- | ----------- | ---------- | --------- | ---- | ---- | ---- | --------- | ----- | ------ | --------- | ----- | ------ |
| 2010./11. | LA Clippers | 81         | 25        | 22.7 | .424 | .276 | .744      | 2.8   | 3.6    | 1.1       | .3    | 6.7    |
| Ukupno    |             | 81         | 25        | 22.7 | .424 | .276 | .744      | 2.8   | 3.6    | 1.1       | .3    | 6.7    |